# Schnee (Kurzfilm)
Schnee (Originaltitel: Snow) ist ein britischer Dokumentar-Kurzfilm von Geoffrey Jones aus dem Jahr 1963, mit dem der Produzent Edgar Anstey 1966 für einen Oscar nominiert war.

## Inhalt
Anfangs des Films ertönt ein langsames fast militärisches Pochen, dann rücken Bahnhof und Gleise ins Blickfeld, die fast unter einem Berg von Schnee und Eis begraben scheinen. Arbeiter sind damit beschäftigt, die Gleise schnee- und eisfrei zu bekommen. Das braucht seine Zeit. Aber dann ist es soweit und langsam setzt sich der Zug in Bewegung. Je mehr Fahrt er bei seinem Dahingleiten durch die tief verschneite Landschaft aufnimmt, umso schneller wird die Musik. Aus ihrem Abteil heraus beobachten die Passagiere, was in der verschneiten Landschaft vor sich geht und genießen die Annehmlichkeiten, die der warme Innenraum bietet. Auf seinem Weg auf den Gleisen wirbelt der Zug riesige weiße Schneewolken auf. Einfahrend im nächsten Bahnhof beginnt das Spiel von neuem.

## Produktion

### Produktionsnotizen, Vorarbeit

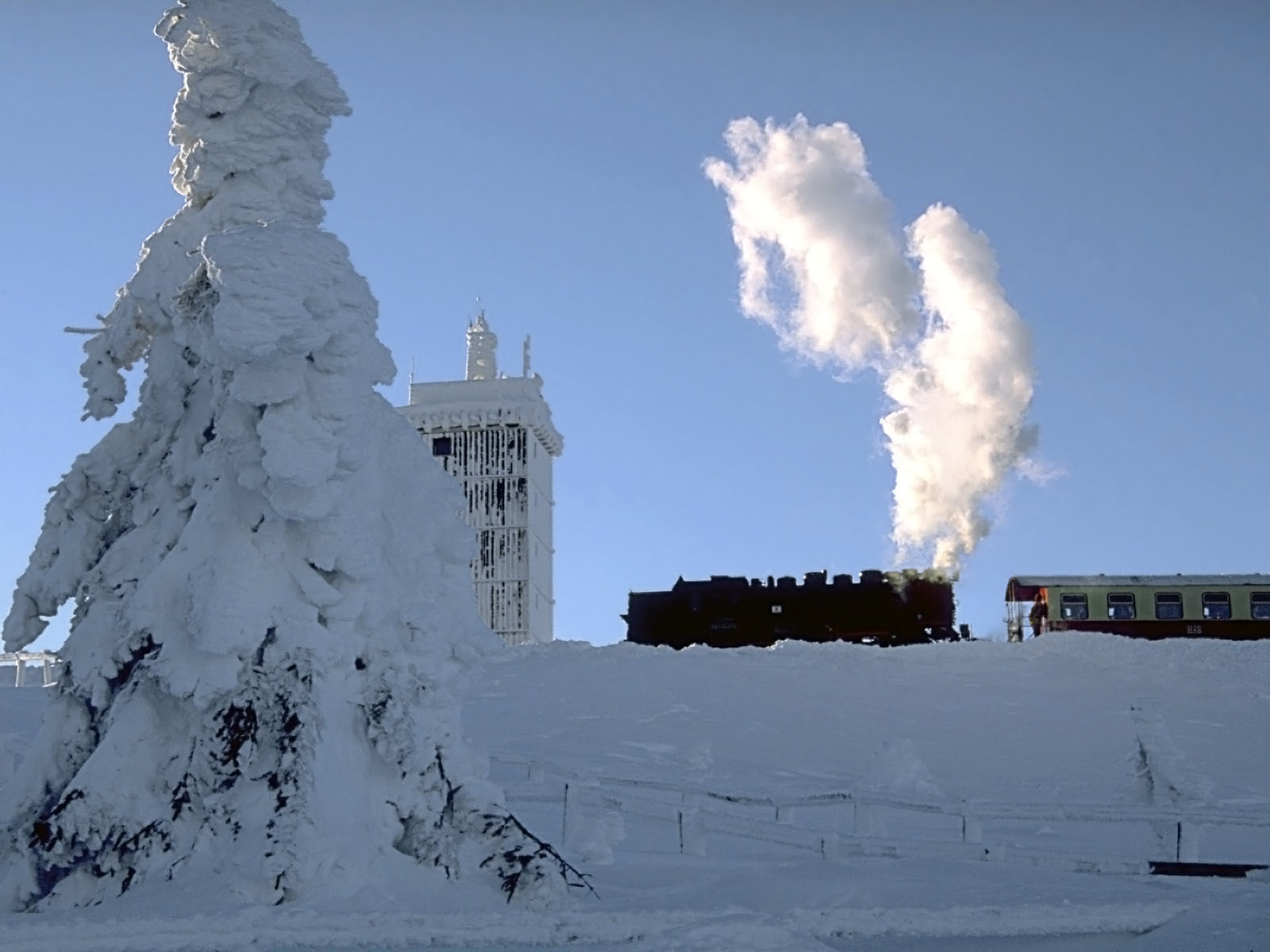
Beispielbild, Zug im Winter

Der von British Transport Films und Geoffrey Jones Films produzierte und von der British Lion Film Corporation sowie BFI Video (DVD) und Manson Distributing vertriebene Film  war der erste Film, den Geoffrey Jones für British Transport Films (BTF) drehte. Er verdankt seine Existenz eher einem Zufall. Jones war mit Recherchen für einen anderen Film beschäftigt und deswegen im Land unterwegs. Als er das gedrehte Filmmaterial sichtete, stachen ihm schwarze Dampflokomotiven vor einem strahlend weißen Hintergrund ins Auge. So kam er auf die Idee, einen weiteren Film zu erstellen, der zeigt, welcher Kraftanstrengungen es bedarf, um den mitreisenden Passagieren eines Zuges den angebotenen Komfort zu bieten und wie aufwendig es ist, alles am Laufen zu halten. Bei einem Zusammentreffen zwischen Jones und BTF-Chef Edgar Anstey war dieser schnell überzeugt und so begannen die Dreharbeiten schon am nächsten Tag. Jones und seine Crew waren im gesamten Land unterwegs, um die winterlichen Bedingungen einzufangen. Die Dreharbeiten fanden in einem der kältesten Winter statt, die auf den Britischen Inseln je aufgezeichnet worden waren und dort „The Great Freeze of ’63“ oder „The Long Winter“ genannt wurde.
Prägend war der Film für Jones Signaturstil, den er in späteren Filmen wie Trinidad and Tobago (1964), Rail (1966) und Locomotion (1975) erweiterte und verfeinerte.

### Filmmusik
Teen Beat von Sandy Nelson war die erste Wahl als Musikuntermalung für den Film. Jones bat den britischen Musiker Johnny Hawksworth um eine Neuaufnahme der Melodie und darum, diese auf das Doppelte ihrer ursprünglichen Länge auszuweiten, indem er die Musikaufnahme zu Beginn auf die Hälfte ihrer ursprünglichen Geschwindigkeit reduziert und das Tempo dann über einen Zeitraum von acht Minuten stetig auf eine Geschwindigkeit beschleunigt, die ungefähr doppelt so schnell ist wie das Original. Daphne Oram vom BBC Radiophonic Workshop fügte dann noch verschiedene Filter hinzu.

### Veröffentlichung
Schnee hatte 1963 Premiere im Vereinigten Königreich und wurde in der Folge weltweit gezeigt. Die DVD ist in der BFI-DVD-Compilation Geoffrey Jones: The Rhythm of Film enthalten.
In der Bundesrepublik Deutschland war der Film erstmals am 13. Januar 1967 im Fernsehen zu sehen.

## Rezeption

### Kritik
In The Guardian war die Rede von einem wunderbaren britischen klassischen Kurzfilm, der The Big Freeze dokumentiere. Des Weiteren wurden die Kontraste zwischen Zügen und Gleisen, Menschen, Tieren und Maschinen, Wärme und Kälte sowie Schwarz und Weiß gelobt, ebenso die Musik von Johnny Hawksworth und Sandy Nelsons Teen Beat, die geschickt arrangiert worden sei.
Bei Obscure Train Movies hieß es, das sei kein schlechter kurzer Film über einen Zug und der Filmemacher habe eine bemerkenswerte Arbeit abgeliefert, indem er gezeigt habe, wie viel Arbeit darinstecke, eine Eisenbahn am Laufen zu halten.

### Auszeichnungen
BAFTA Awards 1964
- nominiert für den BAFTA Film Award in der Kategorie Bester Kurzfilm

Bei seiner Veröffentlichung erhielt Schnee etliche bedeutende Auszeichnungen, darunter war die bedeutendste die
- Oscarnominierung für Edgar Anstey in seiner Funktion als Produzent in der Kategorie „Bester Kurzfilm“ (Live Action).